# Khướu đuôi vằn Vân Nam
Khướu đuôi vằn Vân Nam (danh pháp khoa học: Actinodura ramsayi) là một loài chim trong họ Leiothrichidae. Nó được tìm thấy ở Trung Quốc, Lào, Myanmar, Thái Lan và Việt Nam. Môi trường sống tự nhiên của nó là các khu rừng trên núi ẩm nhiệt đới hoặc cận nhiệt đới.